# バチカン図書館

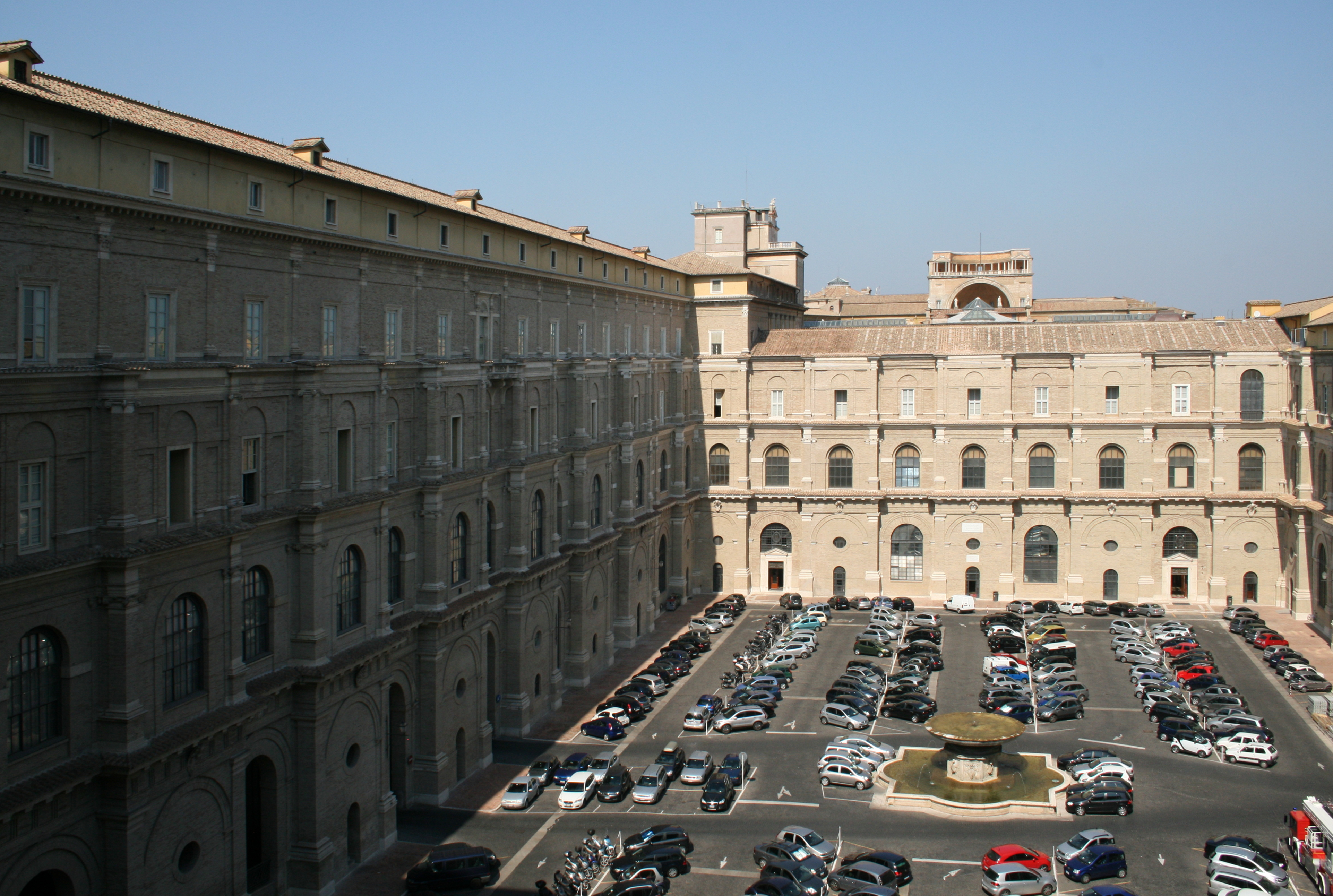
バチカン美術館のベルベデーレの中庭からの図、正面の建物の向かって左側がバチカン使徒文書館の入口、右側がバチカン図書館の入口

バチカン図書館（バチカンとしょかん、ラテン語名:Bibliotheca Apostolica Vaticana）は、現在バチカンに位置する、ローマ教皇庁の図書館。世界最古の図書館の一つであり、歴史的図書の重要なコレクションを収容する図書館である。

## 時代区分
学者は伝統的に、バチカン図書館の歴史を5つの時代に分けている。
- ラテラン以前 - 図書館初期。教会の初期に遡り、ラテラン宮殿に移される以前を指す。この時期の書物は、ごく僅かな量しか残っていない。
- ラテラン期 - ラテラン宮殿に図書や手記が保管された時代。13世紀の終わり、ボニファティウス8世の統治時代まで続いた。
- アヴィニョン期 - 書物のコレクションの数が大きく増えた時期であり、ボニファティウス8世の死と教皇権がローマに返還された1370年代までの間、フランス南部のアヴィニョンにある住居にいた教皇が書き綴った記録も収蔵した。
- バチカン以前 - およそ1370年から1447年まで。図書館はその一部をローマ、アヴィニョンなどへと散在した。
- バチカン期 - 図書館がバチカンに移され、以来現在まで続く1448年から始まった時期。

## バチカン図書館の設立
バチカン図書館は1448年にローマ教皇ニコラウス5世より、彼の所有物と共に先代教皇から代々受け継がれた350点にも及ぶギリシャ語、ラテン語、ヘブライ語の古写本を合わせ、設立された。ニコラウス5世のコレクションの中には、コンスタンティノポリスの帝国図書館に所蔵されていた文書もあった。
1481年に図書館の初代館長を務めていたバルトロメオ・プラティナが図書目録を製作した際、図書館の蔵書数は3500点を数え、西洋でより一層大きな図書館となった。およそ1587年頃、教皇シクストゥス5世は図書館の新館を建設すべく、イタリアの建築家ドメニコ・フォンターナに建設を依頼した。この時建てられた建物が現在の姿である。

## 遺贈品と購入品
バチカン図書館は何世紀にも渡り、様々な遺贈品と購入した作品でその質を向上させてきた。
1623年、教皇グレゴリウス15世の選帝侯を選ぶ選挙における巧妙な政策に謝意を表し、バイエルン選帝侯マクシミリアン1世よりおよそ3500点の図書を所蔵する、ハイデルベルクにあった領主図書館の相続権を与えられた。ハイデルベルクにあった39点の図書は1797年にパリへ送られたが、その後1815年のパリ条約により再びハイデルベルクに戻され、ピウス7世からの852点に及ぶ贈呈品が1816年に製作された。また領主図書館は今日までバチカン図書館内に留まっている。
1657年、ウルビーノ公爵領の図書が買収され、1661年にはギリシャの学者レオ・アラティウスが図書館の司書となった。更にスウェーデン女王クリスティーナは、当時スウェーデンの王室全体の実用的な図書館であった自身の図書館を、自分の死後バチカン図書館の一部にするよう取り計らった。

## 現在の蔵書
今日、バチカン図書館は7万5千冊の文書と、15世紀以前の8千5百冊にのぼる初期刊本を含んだ110万冊を超える蔵書数を誇っている。また、15万点あったバチカン秘密保管文書は、17世紀初頭にバチカン図書館から引き離されバチカン秘密文書館に移された。
バチカン図書館にある最も著名な蔵書には、最古の聖書写本として知られるバチカン写本がある。そのほか、プロコピオスによる作品「秘史」が図書館で発見され、1623年に出版された。
また、通例都市伝説において繰り返し噂されるものの一つに、バチカン図書館が世界最大数のポルノ書物を収容しているという話がある。無論これは事実無根であり、禁書目録中にある作品の複製など不道徳な文書をごく僅かに所蔵するのみである。他にやや性愛を扱った数点の芸術作品もあるが、どれもルネサンス期の作品で数は少ない。
バチカン図書館は歴史、法律、哲学、科学、そして神学を目的とした研究図書館でもあり、研究に参照が必要である場合や出典の明記に気をつければ誰でも利用できる。また図書の個人学習用に、ページの写真複写が1801年から1990年まで発行されており、電子メールかまたは直接図書館側に依頼すれば利用できる。更に、図書館情報大学→筑波大学が、バチカン図書館と提携している。
2014年3月、図書館と日本のNTTデータとの間で、同館に所蔵されている2世紀から20世紀に書き残された約8万冊の手書き文献の電子データ化作業の契約が結ばれた。2014年10月20日より順次電子化された文献の公開が開始されている。

## 盗難被害
1995年に、バチカン図書館内にある貴重な書物の数ページが、幾年に渡って盗難の被害にあっていたことが判明し、オハイオ州立大学を退職した教授が犯人であるとわかった。犯人は最終的に起訴され、盗まれた本のページは返還されている。

## 参考
以下は翻訳元の英語版（w:en:Vatican Library）の出典項目である。
- 中世百科事典（英語版）より、バチカン図書館の項目。

### デジタルアーカイブ関連
- Vatican Library Digitalization Project（英語、日本語、スペイン語。リンクは日本語版）
- Digita Vaticana （英語、イタリア語、日本語）
- DigiVatLib（英語、イタリア語、日本語）
- バチカン教皇庁図書館デジタルアーカイビング事業 - NTTデータのプロジェクトサイト（日本語）

- ローマの再生―バチカン図書館とルネサンス文化 - アメリカ議会図書館によるオンライン展覧会（英語）
- Toward on-line, worldwide access to Vatican Library materials - バチカン図書館とIBMの1990年代における共同プロジェクトに関する論文（英語）

座標: 北緯41度54分17秒 東経12度27分16秒 / 北緯41.904722222222度 東経12.454444444444度